# خوسيه غونيي
خوسيه غونيي (بالإسبانية: José Goñi)‏ هو دبلوماسي واقتصادي وسياسي تشيلي، ولد في 28 فبراير 1948 في كونثبثيون في تشيلي. حزبياً، نشط في الحركة اليسارية الثورية. وقد انتخب minister of National Defence of Chile ‏ (27 مارس 2007 – 12 مارس 2009).